# Nikola Frljužec
Nikola Frljužec (* 29. Juni 1989 in Ptuj, SFR Jugoslawien, heute Slowenien) ist ein kroatischer Fußballspieler.

## Karriere

### Verein
Frljužec begann seine Karriere beim NK Varaždin. Sein Debüt für Varaždin in der 1. HNL gab er im April 2008, als er am 31. Spieltag der Saison 2007/08 gegen Međimurje Čakovec in der 62. Minute für Gordan Vuk eingewechselt wurde. In derselben Saison hatte er es in 29 Meisterschaftsspielen der U-19-Mannschaft des Klubs auf 35 Tore gebracht. Seinen ersten Treffer in der höchsten kroatischen Spielklasse erzielte er im Mai 2009 bei der 3:2-Niederlage gegen den NK Osijek.
2009 wurde er für ein halbes Jahr an den NK Sloboda Varaždin verliehen. Zur Saison 2010/11 wechselte er zum NK Hrvatski dragovoljac. Nach neun Ligaspielen für den Verein wechselte er in der Winterpause jener Saison zum NK Slaven Belupo Koprivnica.
Im Sommer 2011 schloss er sich dem NK Zagreb an. Nach 22 Ligaspielen für Zagreb, in denen er zwei Tore erzielen konnte, wechselte er im Januar 2013 nach Österreich zum fünftklassigen SV Lebring. Mit Lebring stieg er 2014 in die Landesliga auf.
Zur Saison 2015/16 wechselte er zum Regionalligisten SC Kalsdorf. Nach eineinhalb Saisonen für Kalsdorf wechselte er in der Winterpause der Saison 2016/17 zum Ligakonkurrenten SV Lafnitz. Mit Lafnitz konnte er 2018 in die 2. Liga aufsteigen. In der Winterpause der Saison 2018/19 verließ er Lafnitz und wechselte zum fünftklassigen 1. Simmeringer SC. Diesen verließ er in der Winterpause 2020/21; am 18. Januar 2021 wurde sein Wechsel zum SVH Waldbach mit Spielbetrieb in der Oberliga Süd-Ost, einer fünftklassigen Liga in der Steiermark, bekanntgegeben.
Im Sommer 2021 wechselte er nach Niederösterreich in die siebentklassige 1. Klasse Süd zur SVg Pitten, für die er aktuell (Stand: Juni 2025) noch immer aktiv ist.

### Nationalmannschaft
Frljužec absolvierte im September 2007 gegen Slowenien ein Spiel für die kroatische U-19-Auswahl.

## Beruf
Neben seiner Zeit im österreichischen Amateurfußball arbeitet der verheiratete Vater zweier Kinder bei der EUROHERC Versicherung AG.